# Stefano Zacchiroli
Stefano Zacchiroli (16 de março de 1979), PhD em ciência da computação em 2007 na Universidade de Bolonha e mudou para Universidade Paris Diderot para sua pesquisa de pós-doutorado. Tornou-se um desenvolvedor Debian em 2001 e é atualmente o líder do projeto, sucedendo Steve McIntyre em 2010. Depois de assistir ao LinuxTag em 2004, tornou-se mais envolvido com a comunidade Debian e do próprio projeto. Está envolvido no projeto MANCOOSI, trabalhando na aplicação de métodos formais para a solução de questões de complexidade na gestão das distribuições GNU/Linux.